# Camborne
Camborne (korniska: Kammbronn) är en stad och civil parish i grevskapet Cornwall i sydvästra England. Staden ligger i distriktet Cornwall, strax sydväst om Redruth. Tätortsdelen (built-up area sub division) Camborne hade 20 436 invånare vid folkräkningen år 2011.